# Phil Mahre
Philip Mahre (Yakima, 10 mei 1957) is een voormalige Amerikaanse alpineskiër.

## Carrière
Phil Mahre was driemaal deelnemer op de Olympische Winterspelen (in 1976, in 1980 en 1984), waarbij hij in 1980 de zilveren medaille op de slalom veroverde en in 1984 op dezelfde discipline goud. Hij werd ook wereldkampioen op de combinatie wat louter een samenvoeging was van de resultaten van de afdaling, reuzenslalom en slalom op de Olympische Winterspelen.
Mahre was driemaal eindwinnaar van de algemene wereldbeker: zowel in het seizoen 1980/1981, 1981/1982 als 1982/1983 was hij de beste. In zijn ganse loopbaan won hij 27 wereldbekerwedstrijden.
Hij eindigde zijn carrière in 1989 met 86 overwinningen, maar in 2006 op 49-jarige leeftijd maakte hij een comeback voor de Amerikaanse kampioenschappen.

## Resultaten

### Wereldkampioenschappen
| Jaar | Plaats                 | Resultaten                                            |
| ---- | ---------------------- | ----------------------------------------------------- |
| 1976 | Innsbruck              | 5e Reuzenslalom 18e Slalom                            |
| 1978 | Garmisch-Partenkirchen | 5e Reuzenslalom 36e Afdaling DNF1 Slalom              |
| 1980 | Lake Placid            | Combinatie · Slalom · 10e Reuzenslalom · 14e Afdaling |
| 1982 | Innsbruck              | DNF1 Reuzenslalom DNF2 Slalom                         |

Van 1948 tot 1980 werden de Olympische Winterspelen ook beschouwd als wereldkampioenschappen

Op de wereldkampioenschappen tussen 1954 en 1980 was de combinatie louter een samenvoeging van de resultaten van de afdaling, reuzenslalom en slalom

### Olympische Spelen
| Jaar | Plaats      | Resultaten                               |
| ---- | ----------- | ---------------------------------------- |
| 1976 | Innsbruck   | 5e Reuzenslalom                          |
| 1980 | Lake Placid | Slalom · 10e Reuzenslalom · 14e Afdaling |
| 1984 | Sarajevo    | Slalom · 8e Reuzenslalom                 |

### Wereldbeker
Eindklasseringen
| Seizoen   | Algm   | AD  | SL     | RS    | SC   |
| --------- | ------ | --- | ------ | ----- | ---- |
| 1975/1976 | 14e    | -   | 7e     | 10e   | -    |
| 1976/1977 | 9e     | -   | 12e    | 4e    | -    |
| 1977/1978 | Zilver | -   | Brons  | Brons | -    |
| 1978/1979 | Brons  | -   | Zilver | 18e   | -    |
| 1979/1980 | Brons  | -   | 12e    | 9e    | Goud |
| 1980/1981 | Goud   | 32e | Zilver | Brons | Goud |
| 1981/1982 | Goud   | 26e | Goud   | Goud  | Goud |
| 1982/1983 | Goud   | 18e | 6e     | Goud  | Goud |
| 1983/1984 | 15e    | 39e | 9e     | 19e   | 11e  |

Wereldbekerzeges
| Datum            | Plaats                 | Onderdeel    |
| ---------------- | ---------------------- | ------------ |
| 10 december 1976 | Val-d'Isère            | Reuzenslalom |
| 5 maart 1977     | Sun Valley             | Slalom       |
| 12 februari 1978 | Chamonix               | Slalom       |
| 3 maart 1978     | Stratton               | Reuzenslalom |
| 15 januari 1979  | Crans-Montana          | Combinatie   |
| 5 februari 1979  | Jasná                  | Slalom       |
| 8 december 1979  | Val-d'Isère            | Combinatie   |
| 10 januari 1981  | Morzine                | Combinatie   |
| 17 januari 1981  | Oberstaufen            | Combinatie   |
| 1 februari 1981  | Sankt Anton am Arlberg | Combinatie   |
| 15 februari 1981 | Åre                    | Slalom       |
| 7 maart 1981     | Aspen                  | Reuzenslalom |
| 15 maart 1981    | Furano                 | Slalom       |
| 8 december 1981  | Aprica                 | Combinatie   |
| 9 december 1981  | Madonna di Campiglio   | Slalom       |
| 13 december 1981 | Madonna di Campiglio   | Combinatie   |
| 15 januari 1982  | Bad Wiessee            | Combinatie   |
| 24 januari 1982  | Wengen                 | Slalom       |
| 14 maart 1982    | Montgenèvre            | Slalom       |
| 19 maart 1982    | Kranjska Gora          | Reuzenslalom |
| 26 maart 1982    | Jasná                  | Slalom       |
| 23 januari 1983  | Kitzbühel              | Combinatie   |
| 6 februari 1983  | Sankt Anton am Arlberg | Combinatie   |
| 11 februari 1983 | Le Markstein           | Combinatie   |
| 7 maart 1983     | Aspen                  | Reuzenslalom |
| 8 maart 1983     | Vail                   | Reuzenslalom |
| 19 maart 1983    | Furano                 | Reuzenslalom |

1948: Edy Reinalter ·
1952: Othmar Schneider ·
1956: Toni Sailer ·
1960: Ernst Hinterseer ·
1964: Josef Stiegler ·
1968: Jean-Claude Killy ·
1972: Francisco Fernández Ochoa ·
1976: Piero Gros ·
1980: Ingemar Stenmark ·
1984: Phil Mahre ·
1988: Alberto Tomba ·
1992: Finn Christian Jagge ·
1994: Thomas Stangassinger ·
1998: Hans Petter Buraas ·
2002: Jean-Pierre Vidal ·
2006: Benjamin Raich ·
2010: Giuliano Razzoli ·
2014: Mario Matt ·
2018: André Myhrer ·
2022: Clément Noël
- International Standard Name Identifier: 0000 0000 2476 9974
- Library of Congress Control Number: n85109813
- Virtual International Authority File: 35884827
- WorldCat: E39PBJdmjp7CTXxdTycp3FBF8C